# Complejo Lagunar Ejido Nuevo
Complejo Lagunar Ejido Nuevo este o arie protejată (arie de protecție specială avifaunistică — SPA) din Spania întinsă pe o suprafață de 70,62 ha, integral pe uscat.

## Localizare
Centrul sitului Complejo Lagunar Ejido Nuevo este situat la coordonatele 39°57′56″N 5°32′19″W / 39.965556°N 5.538611°V.

## Înființare
Situl Complejo Lagunar Ejido Nuevo a fost declarat arie de protecție specială avifaunistică în decembrie 2004 pentru a proteja 32 de specii de animale.

## Biodiversitate
Situată în ecoregiunea mediteraneană, aria protejată conține 2 habitate naturale: Pseudostepă cu ierburi și specii anuale de Thero-Brachypodietea, Iazuri temporare mediteraneene.
La baza desemnării sitului se află mai multe specii protejate:
- păsări (31): fluierar de munte (Actitis hypoleucos), pescăruș albastru (Alcedo atthis), rață sulițar (Anas acuta), rață lingurar (Anas clypeata), rață pitică (Anas crecca), rață fluierătoare (Anas penelope), rață mare (Anas platyrhynchos), rață pestriță (Anas strepera), stârc cenușiu (Ardea cinerea), rață-cu-cap-castaniu (Aythya ferina), rața moțată (Aythya fuligula), rață roșie (Aythya nyroca), barză albă (Ciconia ciconia), barză neagră (Ciconia nigra), egretă albă (Egretta alba), egretă mică (Egretta garzetta), lișiță (Fulica atra), cocor (Grus grus), piciorong (Himantopus himantopus), pescăruș negricios (Larus fuscus), pescăruș râzător (Larus ridibundus), cormoran mare (Phalacrocorax carbo), lopătar (Platalea leucorodia), corcodel mare (Podiceps cristatus), corcodel mic (Tachybaptus ruficollis), călifar alb (Tadorna tadorna), fluierar negru (Tringa erythropus), fluierar cu picioare verzi (Tringa nebularia), fluierarul de zăvoi (Tringa ochropus), fluierarul cu picioare roșii (Tringa totanus), nagâț (Vanellus vanellus)
- reptile (1): Mauremys leprosa